# سالي غراي
سالي غراي (بالإنجليزية: Sally Gray)‏ هي ممثلة بريطانية، ولدت في 14 فبراير 1916 في المملكة المتحدة، وتوفيت في 24 سبتمبر 2006 بلندن في المملكة المتحدة بسبب مرض.

## وصلات خارجية
- سالي غراي على موقع IMDb (الإنجليزية)
- سالي غراي على موقع ألو سيني (الفرنسية)
- سالي غراي على موقع أول موفي (الإنجليزية)
- سالي غراي على موقع قاعدة بيانات الأفلام السويدية (السويدية)
- سالي غراي على موقع قاعدة بيانات الفيلم (الإنجليزية)
- سالي غراي على موقع كينوبويسك (الروسية)